# 쓰쿠다 겐스케
쓰쿠다 겐스케(일본어: 佃 賢典, 1977년 6월 28일 ~ )는 일본의 전 축구 선수이다.

## 구단 경력
1996년 J1리그의 주빌로 이와타에 입단했다. 1997년에 J1리그 우승. 1998년후 현역 은퇴.